# Nemesi előnév
A nemesi előnév (praedicatum) Magyarországon a nemesi származásra utal. Eredetileg azt a földterületet jelölte, amelyet a királynak tett valamely szolgálatért hűbér gyanánt kaptak. A későbbiek során az egyes családi ágak elkülönítésére második előnévként a lakóhelyet is jelölhette, illetőleg a földterület adományozása nélküli nemességet szerzők (armalista, vagy ún. „diplomás nemesek”) esetében kitalált előnevek is előfordultak. Elméletileg akárhány előnevet használhattak, ez azonban mindig királyi (kancelláriai) jóváhagyáshoz volt kötve. E szigorú rendelkezés hátterében az állt, hogy a nemességet kiváltságok illették meg egészen 1848-ig, sőt bizonyos tekintetben (főrendiházi tagság) ezt követően is. A nemesi előnév csak apai ágon volt továbbvihető, de a leánygyermek még örökölte. Jellemzően a családok csak egy  nemesi előnévvel rendelkeztek, de nem volt ritka, hogy kettővel. Nagyon kevesen hármat is viseltek, ahogy például: a gróf szapári, muraszombati és széchyszigeti Szapáry család, valamint a gróf  pribéri, vuchini és dunaszekcsői Jankovich-Bésán család. Az ippi, érkeserűi, rogozi, bélmezei Fráter család négy nemesi előnevet viselt, azonban több ízben (újságcikkekben, gyászjelentéseken) csak kettőt vagy hármat tüntettek fel. Az előnevek száma utalt arra, hogy több földbirtokadományt is szereztek illetve, utalhatott még arra is, hogy a nemesi címet régen szerezték. Szintén találkozhatunk több főnemesi családdal, akik csak egyetlen nemesi előnevet viseltek, bár több is megillette volna pl.: gróf nagykárolyi Károlyi család, gróf széki Teleki család, gróf erdődi Pálffy család.
Az egy vagy több előnevet Magyarországon a nemes úr és családja vezetékneve előtt folyó szövegben kisbetűvel kezdve, mai helyesírással kell írni, például: rákóci és felsővadászi II. Rákóczi Ferenc, nagybányai Horthy Miklós, udvardi és kossuthfalvi Kossuth Lajos. A bárók, grófok, hercegek stb. esetében a nemesi előnevet a cím után használták, például: báró altorjai Apor Vilmos. 1940-ben a 280.932/1940 számú belügyminiszteri rendelet szabályozta a rangok, nevek sorrendjét. Az a nemes, aki nemesi származását hetedíziglen igazolni tudta, megkapta az udvarképességet jelentő királyi kamarás címet.
Az előnév eredete a középkorra tehető, és Európa sok országában általánossá vált. Német nyelvterületen a von, Németalföldön a van, az újlatin nyelveket használók a da, de szócskát használták, ám ugyanígy megtalálható hasonló például a cseheknél és a lengyeleknél is. A kornak megfelelő latin nyelvű alakja a de vagy az ex. Csak azok használhatták, akik számára feudális uralkodójuk azt az adományozással együtt engedélyezte. A nemesi előnevek a latin nyelvű szövegekben, a de szócska után szerepeltek, amely a származási helyet jelezte. Abban az esetben, amikor több nemesi előneve volt a személynek, az et szócskát használták, amely egyszerűen „és” volt: Franciscus Rákóczi de Rákócz et Felsővadász; Nicolaus Horthy de Nagybánya; Ludovicus Kossuth de Udvard et Kossuthfalva stb.
Erdélyben az előnevek nem mindig nemesi előnevek, hanem a lakóhelyet jelölik. Különböző előnevűek lehettek mind ugyanannak a családnak a leszármazottai (pl. kisbaconi, középajtai, nagysolymosi, bessenyői stb. a Benkő családé).

## A nemesi előnevek használatának tilalma
Magyarországon a nemesi előnevek használatát az 1947. évi IV. törvény megtiltotta. E törvényt a rendszerváltást követően többen bírálták, egészének vagy egyes részeinek megsemmisítése érdekében több alkalommal fordultak az Alkotmánybírósághoz is, de az se részeiben, se egészében nem találta az alaptörvénnyel ellentétesnek. Az Országgyűlés ugyancsak fenntartotta a törvényt, amikor az 1989-ig született jogszabályok jelentős részét hatályon kívül helyezte egy deregulációs csomagban.
Az Alkotmánybíróság 2009-ben született határozatában ugyanakkor megállapította azt is, hogy a tilalomhoz nem fűződik szankció, így a magánérintkezésben nem kényszeríthető ki. „Az állam meghatározhatja, hogy az anyakönyvbe milyen adatok kerülhetnek bejegyzésre, a magánérintkezésben történő névhasználat azonban a privátautonómia része.”